# Mussy-sur-Seine
Mussy-sur-Seine és un municipi francès situat al departament de l'Aube i a la regió del Gran Est. L'any 2007 tenia 1.170 habitants.

## Demografia

### Població
El 2007 la població de fet de Mussy-sur-Seine era de 1.170 persones. Hi havia 492 famílies de les quals 168 eren unipersonals (60 homes vivint sols i 108 dones vivint soles), 168 parelles sense fills, 112 parelles amb fills i 44 famílies monoparentals amb fills.
La població ha evolucionat segons el següent gràfic:
Habitants censats

### Habitatges
El 2007 hi havia 622 habitatges, 508 eren l'habitatge principal de la família, 36 eren segones residències i 78 estaven desocupats. 550 eren cases i 70 eren apartaments. Dels 508 habitatges principals, 322 estaven ocupats pels seus propietaris, 160 estaven llogats i ocupats pels llogaters i 26 estaven cedits a títol gratuït; 12 tenien una cambra, 31 en tenien dues, 96 en tenien tres, 177 en tenien quatre i 192 en tenien cinc o més. 301 habitatges disposaven pel capbaix d'una plaça de pàrquing. A 215 habitatges hi havia un automòbil i a 147 n'hi havia dos o més.

### Piràmide de població
La piràmide de població per edats i sexe el 2009 era:
| Homes | Edats   | Dones |
| ----- | ------- | ----- |
| 0     | 95 o +  | 0     |
| 0     | 90 a 94 | 20    |
| 12    | 85 a 89 | 16    |
| 20    | 80 a 84 | 20    |
| 0     | 75 a 79 | 44    |
| 28    | 70 a 74 | 28    |
| 36    | 65 a 69 | 36    |
| 24    | 60 a 64 | 44    |
| 40    | 55 a 59 | 20    |
| 68    | 50 a 54 | 48    |
| 44    | 45 a 49 | 72    |
| 52    | 40 a 44 | 36    |
| 40    | 35 a 39 | 52    |
| 44    | 30 a 34 | 20    |
| 32    | 25 a 29 | 44    |
| 16    | 20 a 24 | 16    |
| 48    | 15 a 19 | 45    |
| 28    | 10 a 14 | 48    |
| 40    | 5 a 9   | 36    |
| 24    | 0 a 4   | 8     |

## Economia
El 2007 la població en edat de treballar era de 706 persones, 489 eren actives i 217 eren inactives. De les 489 persones actives 394 estaven ocupades (210 homes i 184 dones) i 95 estaven aturades (45 homes i 50 dones). De les 217 persones inactives 92 estaven jubilades, 40 estaven estudiant i 85 estaven classificades com a «altres inactius».

### Ingressos
El 2009 a Mussy-sur-Seine hi havia 511 unitats fiscals que integraven 1.113 persones, la mediana anual d'ingressos fiscals per persona era de 15.259 €.

### Activitats econòmiques
Dels 46 establiments que hi havia el 2007, 1 era d'una empresa extractiva, 2 d'empreses alimentàries, 5 d'empreses de fabricació d'altres productes industrials, 5 d'empreses de construcció, 11 d'empreses de comerç i reparació d'automòbils, 3 d'empreses de transport, 4 d'empreses d'hostatgeria i restauració, 3 d'empreses financeres, 3 d'empreses immobiliàries, 2 d'empreses de serveis, 4 d'entitats de l'administració pública i 3 d'empreses classificades com a «altres activitats de serveis».
Dels 15 establiments de servei als particulars que hi havia el 2009, 1 era una oficina d'administració d'Hisenda pública, 1 gendarmeria, 1 oficina de correu, 1 una oficina bancària, 1 funerària, 2 tallers de reparació d'automòbils i de material agrícola, 1 paleta, 1 fusteria, 1 lampisteria, 1 electricista, 2 perruqueries i 2 restaurants.
Dels 5 establiments comercials que hi havia el 2009, 1 era una gran superfície de material de bricolatge, 1 una botiga de menys de 120 m², 2 carnisseries i 1 una peixateria.
L'any 2000 a Mussy-sur-Seine hi havia 11 explotacions agrícoles que ocupaven un total de 204 hectàrees.

## Equipaments sanitaris i escolars
El 2009 hi havia 1 farmàcia i 1 ambulància.
El 2009 hi havia una escola elemental.

## Poblacions més properes
El següent diagrama mostra les poblacions més properes.